# ATEME
ATEME ou Ateme é uma empresa francesa de equipamentos de transmissão especializada em desenvolver e fabricar codificadores e decodificadores de vídeo em H.265 / HEVC, MPEG4, MPEG2 utilizados em soluções de contribuição, distribuição, aplicações multi-streaming ao vivo, OTT e Vídeo sob demanda VOD. Fundada em 1991, está sediada em Vélizy, cidade próxima a Paris, França, e possui escritórios nos Estados Unidos (Miami,  Los Angeles), China (Pequim) e Coréia (Seul), possui uma rede de revendedores em todo o mundo e opera globalmente com clientes em mais de 60 países.
ATEME é responsável pela pesquisa de codecs do governo francês e foi uma das fundadoras do projeto 4EVER, iniciado em junho de 2012, juntamente com France Télévisions, Orange e outros parceiros. Este projeto visa demonstrar os benefícios da tecnologia de codificação HEVC, a qual reduz drasticamente a necessidade de maior largura  de banda, simplificando a distribuição de conteúdo de alta definição (HD) em dispositivos móveis, bem como distribuição de conteúdo em Ultra High Definition (Ultra HD) para residências e salas de cinemas.
ATEME apresentou o seu primeiro codec HEVC para a televisão 4K Televisão de ultra-alta definição (UHDTV) baseado em software em Amsterdan no International Broadcasting Convention 2012.
Os produtos da ATEME incluem os codificadores da série Kyrion para definição padrão (SD) e Alta Definição (HD) em MPEG-2, codificadores e decodificadores MPEG-4/AVC, além da plataforma TITAN para entrega de Vídeo sob demanda (VOD) e distribuição ao vivo de conteúdo através de redes gerenciadas e não gerenciadas (OTT).
A empresa é membro de associações de radiodifusão, como a DVB, SMPTE, NAB, SVG, VidTranS, iabm, ABU, WTA, SSPI.
Suas soluções foram adotadas por diversas empresas, como a DirecTV, GlobeCast, a P & TLuxembourg,France Télévisions , Eutelsat, Polsat Cyfrowy, Taiwan Broadcasting System, Eurovision, Saudi Telecom, Satellite Communications Calhoun, Europa 2SAT, TrueVisions - Tailândia, Digicable - Índia e outros.